# Ferdiad
Ferdiad – postać w mitologii celtyckiej, syn Damana, jednego z Firbolgów, towarzysz i przybrany brat Cuchulainna.
W młodości razem uczyli się rzemiosła wojennego u wojowniczki Scáthach. Podczas wojny o Brązowego Byka z Cuailgne, Ferdiad walczył po stronie królowej Medb, przeciwko Ulsterowi. W końcu został zmuszony przez Medb do walki z Cuchulainnem, w której poległ.